# 赤石館
赤石館（あかいしだて）、または赤石城（あかいしじょう）は、青森県三戸郡南部町赤石字舘にあった中世の日本の城（城館）。南部町指定史跡。

## 概要
南部信直・南部利直に仕えた桜庭直綱の居館とされ「赤石館跡」として、1978年（昭和53年）10月17日付で町の史跡に指定されている。
所在地は、埋蔵文化財包蔵地（県遺跡№445083）範囲としては、赤石の集落東側の馬淵川右岸に面した断崖上となっているが、赤石十二神社を中心とする赤石集落にも居館関連とみられる遺構が存在することから、本来は集落全域を含めた大規模な館跡だったとも考えられている。